# Campanella
Campanella é um gênero de cogumelo que têm os mesmos efeitos alucinógenos do Psilocybe devido à presença de psilocibina. O género contem cerca de 40 espécies.
É utilizado em alguns rituais religiosos do sul do México.